# Futbol'nyj Klub Lokomotiv Moskva (femminile)
Il Futbol'nyj Klub Lokomotiv Moskva (in russo Женский Футбольный клуб "Локомотив" Москва?), noto in italiano come Lokomotiv Mosca, è una squadra di calcio femminile russa, con sede a Mosca, affiliata all'omonimo club.
Istituita nel 2018, milita in Superliga, la massima divisione del campionato russo femminile di calcio e disputa le partite interne alla Sapsan Arena, impianto dalla capacità di 10 000 posti.

## Palmarès
- Coppa di Russia: 2

2020, 2021

### Altri piazzamenti
- Campionato russo:

2º posto: 2019, 2020

## Organico

### Rosa 2020
Rosa, ruoli e numeri di maglia come da sito societario, aggiornati al 26 dicembre 2020.
| N. |                        | Ruolo | Calciatrice               |
| -- | ---------------------- | ----- | ------------------------- |
| 1  | Bielorussia (bandiera) | P     | Ekaterina Miklashevich    |
| 3  | Russia (bandiera)      | D     | Anna Kožnikova (capitano) |
| 4  | Russia (bandiera)      | D     | Anastasiya Karandashova   |
| 8  | Russia (bandiera)      | D     | Alsu Abdullina            |
| 9  | Russia (bandiera)      | C     | Alena Ruzina              |
| 11 | Russia (bandiera)      | C     | Elina Samojlova           |
| 12 | Russia (bandiera)      | P     | Ol'ga Nesvetaeva          |
| 13 | Russia (bandiera)      | A     | Kristina Cherkasova       |
| 14 | Russia (bandiera)      | D     | Kristina Maškova          |
| 15 | Russia (bandiera)      | D     | Anna Belomyttseva         |
| 16 | Russia (bandiera)      | C     | Jana Šeina                |

| N. |                    | Ruolo | Calciatrice         |
| -- | ------------------ | ----- | ------------------- |
| 17 | Russia (bandiera)  | C     | Jana Khotyreva      |
| 18 | Russia (bandiera)  | C     | Marina Fëdorova     |
| 19 | Russia (bandiera)  | A     | Ksenija Dolgova     |
| 20 | Russia (bandiera)  | A     | Nelli Korovkina     |
| 21 | Russia (bandiera)  | C     | Natalia Morozova    |
| 22 | Ucraina (bandiera) | A     | Tetjana Kozyrenko   |
| 23 | Russia (bandiera)  | C     | Anna Stipan         |
| 24 | Russia (bandiera)  | P     | Viktorija Nossenko  |
| 25 | Russia (bandiera)  | A     | Ksenija Kaurova     |
| 27 | Russia (bandiera)  | C     | Ėl'vira Ziyastinova |